# Thomas Erlacher
Thomas Erlacher (Brunico, 9 agosto 1988) è un ex hockeista su ghiaccio italiano, di ruolo attaccante.

## Palmarès

### Club
- Supercoppa italiana: 2

Val Pusteria: 2014, 2016

### Giovanili
- Campionato italiano U-19:

Val Pusteria: 2004-2005